# Irene Adams
Pour les articles homonymes, voir Adams.
Irene Adams (née le 27 septembre 1947) est une femme politique écossaise. Elle est députée du Parti travailliste écossais de 1990 à 2005 puis Pair à vie.